# Verbandsgemeinde Flammersfeld
La comunità amministrativa di Flammersfeld (Verbandsgemeinde Flammersfeld) era una comunità amministrativa della Renania-Palatinato, in Germania.
Faceva parte del circondario di Altenkirchen (Westerwald).
A partire dal 1º gennaio 2020 è stata unita alla comunità amministrativa di Altenkirchen (Westerwald) per costituire la nuova comunità amministrativa Altenkirchen-Flammersfeld.

## Suddivisione
Comprendeva 26 comuni:
1. Berzhausen
2. Bürdenbach
3. Burglahr
4. Eichen
5. Eulenberg
6. Flammersfeld
7. Giershausen
8. Güllesheim
9. Horhausen (Westerwald)
10. Kescheid
11. Krunkel
12. Niedersteinebach
13. Oberlahr
14. Obernau
15. Obersteinebach
16. Orfgen
17. Peterslahr
18. Pleckhausen
19. Reiferscheid
20. Rott
21. Schürdt
22. Seelbach (Westerwald)
23. Seifen
24. Walterschen
25. Willroth
26. Ziegenhain

Il capoluogo era Flammersfeld.